# Hospitálský řád sv. Jana z Boha
Hospitálský řád svatého Jana z Boha, česky dříve Špitální řád milosrdných bratří, (latinsky Ordo Hospitalarius Sancti Ioannis de Deo, ve zkratce OH uváděné za jménem) je laický (tj. nekněžský) církevní řád, který svou činnost zaměřuje na péči o nemocné. Jeho členové jsou nazýváni milosrdní bratři.

## Historie řádu

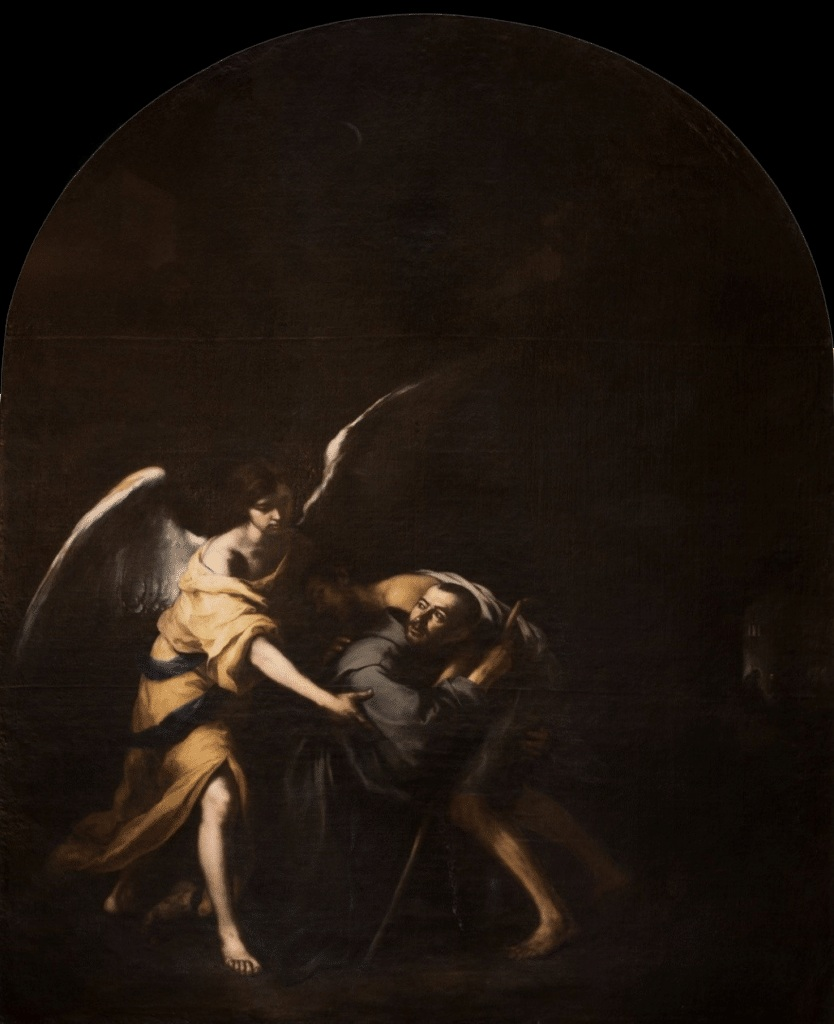
Murillo, Sv. Jan z Boha

Historie řádu se začala psát 8. listopadu 1539 (někdy se také uvádí rok 1537), kdy si sv. Jan z Boha, občanským jménem Jan Ciudad (João Cidade), ve španělské Granadě pronajal dům a přeměnil jej na útulek pro 40 chudých nemocných. Sám opuštěné vyhledával, žebral pro ně o jídlo, prádlo i peníze. Roku 1544 dostal od města Granady ke své činnosti větší dům a ještě ho rozšířil, aby mohl pojmout více chudých a nemocných. Do svého hospitálu přijímal lidi bez rozdílu rasy, vyznání, stavu nebo politické příslušnosti. Brzy se k němu přidali další spolupracovníci Antonio Martín, Pedro Velasco, Simon Avilla, Juan Garcia a jiní, které vedl Jan slovem i příkladem ke ctnostnému životu a k obětavému ošetřování nemocných. V roce 1547 se Janovi podařilo na svahu Gomelez založit další hospitál v budově bývalého karmelitánského kláštera, kde zřídil nejen samostatná oddělení pro muže a ženy, ale pacienty ukládal podle typu choroby, což byl tehdy průkopnický počin.
Jan z Boha nezamýšlel založit řád, chtěl jen sloužit nemocným. Myšlenka založení řádu vzešla od lidí. Tehdejší biskup Sebastian Ramirez chtěl přinutit Jana, aby chodil ve slušnějším oblečení, než jaký nosili žebráci, a daroval mu řeholnické roucho. Jan pak směl do tohoto roucha oblékat i své pomocníky. Svým nástupcem určil svého prvního druha ve službě Antonia Martína.

### Povýšení Bratrstva na náboženský řád

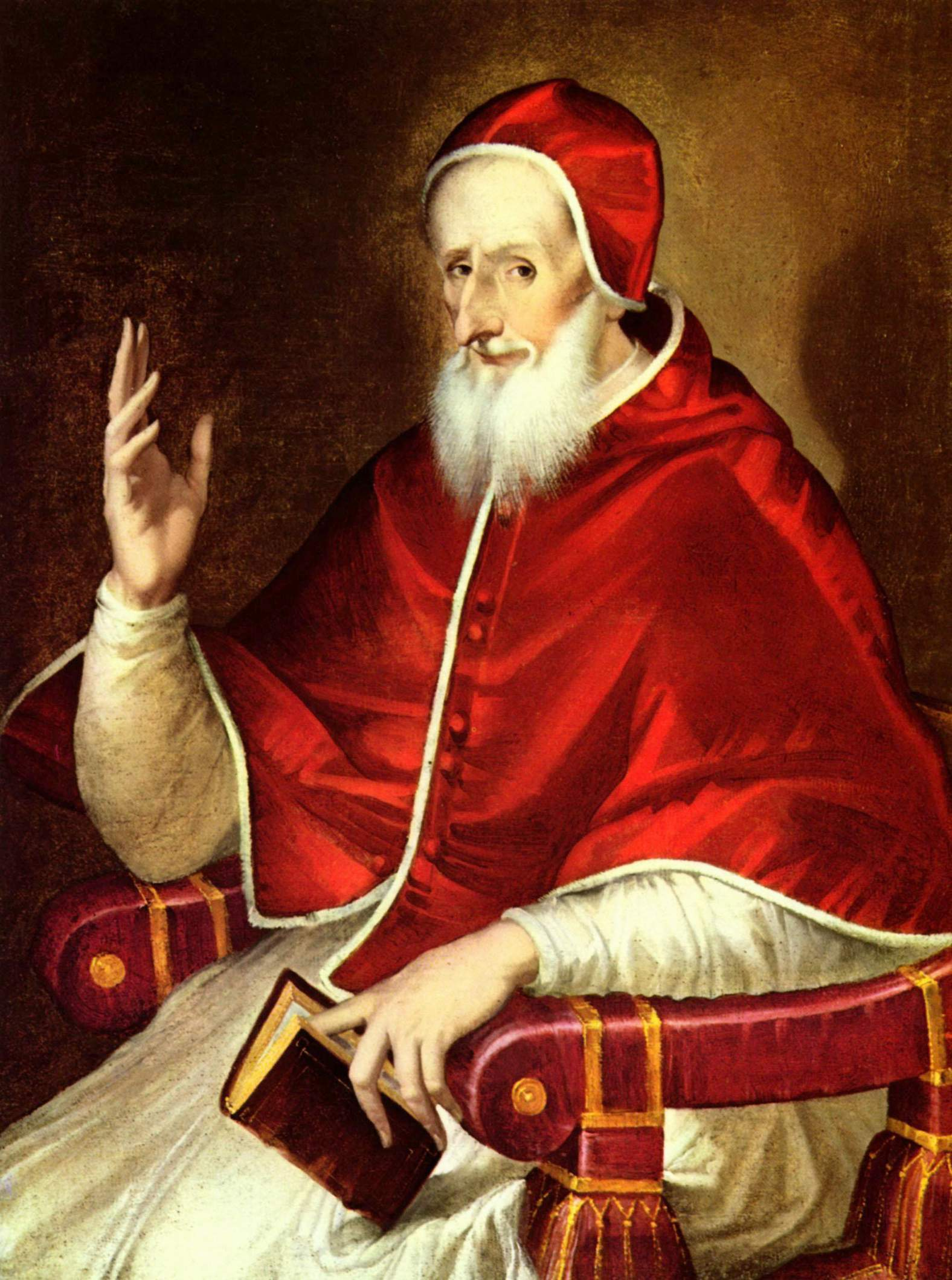
El Greco: Sv. Pius V.

Bratrstvo ošetřovatelů na sebe upozornilo za bojů se vzbouřenými Maury v letech 1568 – 1571. Díky účasti v dalších válkách, pozemních i námořních bitvách se jim postupně dostávalo takové vážnosti, že jim byla udělována četná uznání od nejvyšších představitelů státních, vojenských i církevních, včetně papežské stolice. Brzy na to je papež Pius V. bulou Licet ex debito, ze dne 1. ledna 1571 potvrdil jako řeholní kongregaci. Papežské schválení dodalo hospitálskému Bratrstvu Jana z Boha nemalé vážnosti a úcty. Lidumilná činnost ukázala jeho význam pro stát. Kam sahala říše španělská, tam se usazovalo i Bratrstvo. V roce 1572 mělo Bratrstvo ve Španělsku již devět špitálů. Bula Řehoře XIII. In supereminenti z 28. dubna 1576 činí zmínku o nově přibylém hospitále v Seville a o některých v Americe. Ve jmenované bule schvaluje papež všechny milosti udělené Piem V. granadskému hospitálu a přenáší je na všechny Bratrské hospitály tehdejší i budoucí. Od roku 1572 členové Bratrstva skládají tři podstatné sliby: dobrovolné chudoby, ustavičné čistoty a stále poslušnosti duchovního představeného. K těmto obvyklým slibům přidávali slib stálého ošetřování nemocných. Činili to na základě buly Pia V. Lubricum vitae genus ze 17. listopadu 1568, v níž jmenovaný papež kárá družiny, jejichž členové žijí pospolu, nosí řeholní roucho, podle zevnějšku se zdají být řeholníky, avšak neskládají řeholní sliby. Papež Sixtus V. povýšil Bratrstvo bulou Etsi pro debito ze dne 1. října 1586 z kongregace na skutečný řeholní řád s právem volit si generálního představeného a upravit si řádové stanovy. Po povýšení Bratrstva na náboženský řád se jeho činnost rychle rozšiřovala i mimo území španělské říše. V roce 1685 měli Milosrdní bratři již 212 nemocnic s 5432 lůžky a 2218 bratřími.

### Moderní historie
Na přelomu 20. a 21. století bylo blahořečeno 95 bratří povražděných republikány během Španělské občanské války.
V roce 2022 působí církevní řád sv. Jana z Boha v 53 zemích včetně České republiky.

### Dějiny řádu včeských zemích

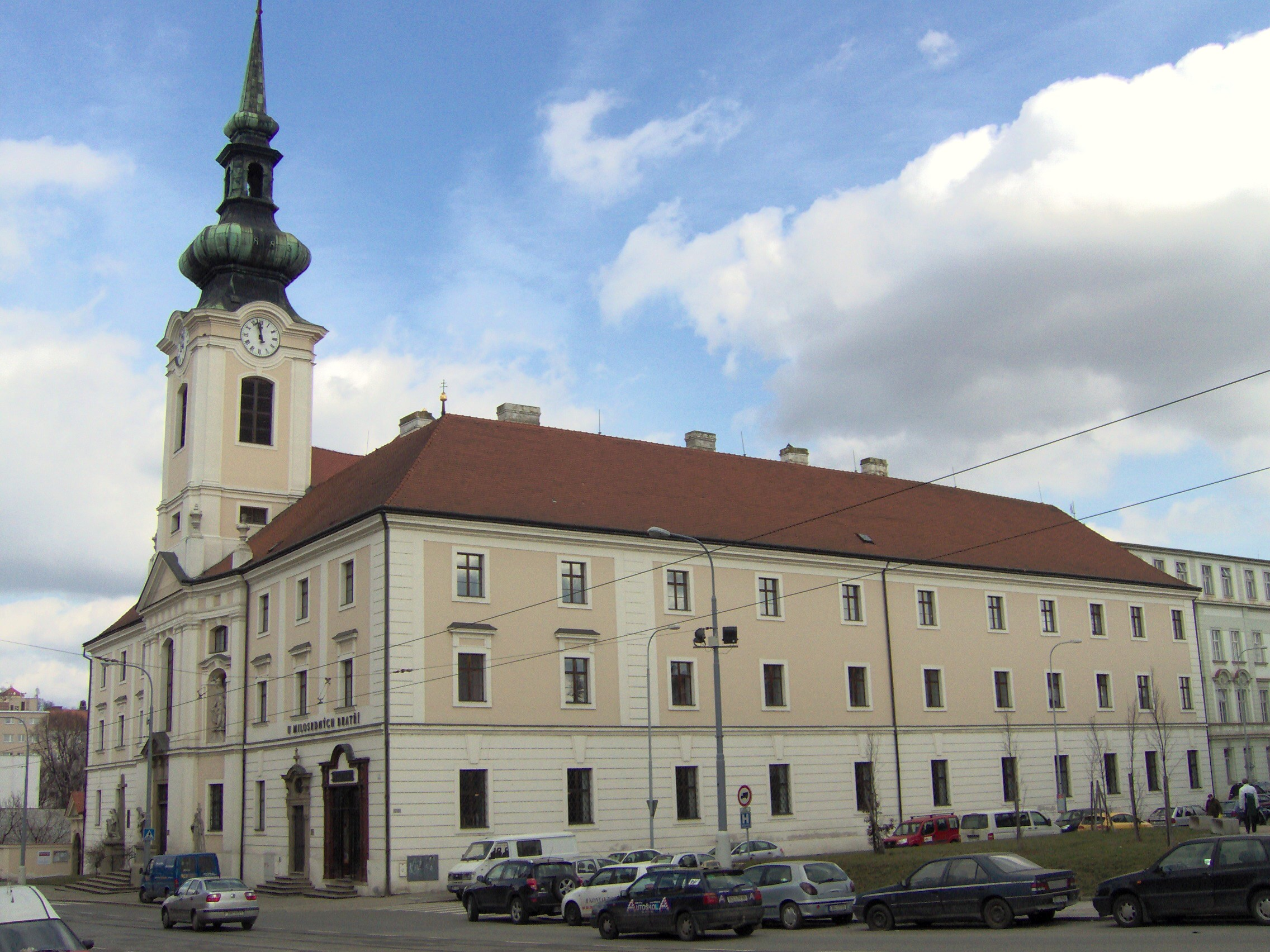
Klášter v Brně-Štýřicích

První špitál milosrdných bratří v habsburské monarchii byl založen Karlem I. z Lichtenštejna v roce 1605 při klášteře sv. Augustina ve Valticích v tehdejších Dolních Rakousích, další roku 1614 ve Vídni  a roku 1615 ve Štýrském Hradci. Odtud se řád během 17. a 18. století dále šířil do Čech (1620 Praha, 1696 Nové Město nad Metují, 1743 Kuks), do Slezska (1696 Těšín, 1710 Vratislav) a na Moravu (1733 Prostějov, 1747 Brno, 1751 Letovice, 1781 Vizovice).

Z řádových nemocnic vyšli někteří významní lékaři, například Celestýn Opitz.
Ve 20. století byl řád dvakrát rozehnán, jeho zařízení uzavřena a bratři uvězněni - nejprve nacisty a podruhé komunisty. Dnes mají milosrdní bratři svůj konvent v Brně-Štýřicích, kde je rovněž sídlo českomoravské provincie, a provozují nemocnici ve Vizovicích.
Řádové archivní dokumenty jsou uloženy v několika domácích archivech. Hudebninami, které mezi nimi zaujímají významné místo, se v několika publikacích věnovala muzikoložka Michaela Freemanová.